# Душан Марковић (новинар)
Душан Марковић (Краљево, 1941 — Београд, 2005) био је српски новинар, спикер и уредник Телевизије Београд.

## Биографија
Рођен је 30. априла 1941. године у Краљеву. Правни факултет је завршио у Београду, а још као студент почео је да ради као спикер на Радију Београд, у коме се запослио 1963. године. Те године дошао је на аудицију за спикере и био један од малобројних који је примљен. Марковић је, синхронизовао стотину емисија образовног, научног и документарног програма Телевизије Београд. Био је препознатљив по специфичној боји гласа бас баритон широм Југославије. Радни век је завршио као уредник и водитељ радио програма „Вечерас заједно” намењених Србима који живе у дијаспори.
Преминуо је 15. маја 2005. године, а сахрањен је два дана касније на Новом Бежанијском гробљу у Београду.